# But for the Grace of God
«But for the Grace of God» — сингл в стиле кантри, записанный австралийским исполнителем кантри-музыки Китом Урбаном. Песня была написана Китом Урбаном, Шарлоттой Кэффи и Джейн Уидлин.
Это третий сингл с альбома «Keith Urban». 24 февраля 2001 года, песня «But for the Grace of God» стала первым синглом № 1 Кита Урбана по версии журнала Billboard Magazine, в чарте Hot Country Singles & Tracks песня продержалась на первом месте неделю. Также существует и видеоверсия песни, которую показывают в эфире компании «Country Music Television» (CMT) и «Great American Country» (GAC).
Песня завершила 2,5 годичный отрезок времени в котором ни один артист в чартах кантри музыки под маркой компании Capitol Records не достигал первого места.

## Сингл и альбом — разные версии
Было выпущено две версии песни: radio edit и альбомная. Radio edit обрезана после второго припева и имеет несколько иной конец чем альбомная версия.

## Позиции в чартах
| Чарт 2001 года                   | Наивысшая позиция |
| -------------------------------- | ----------------- |
| U.S. Billboard Hot Country Songs | 1                 |
| U.S. Billboard Hot 100           | 37                |